# Тенесин
Тенесин (на латински: Tennessine, Ts), преди известен под временното название Унунсептий, е новооткритият химичен елемент с атомен номер 117. Той е от групата на халогенните елементи. Временното му обозначение е Uus. Дълги години това е единственият липсващ елемент от 7 период на периодичната система. От това, че структурата на електронната му обвивка наподобява халогенните елементи се съди, че има свойства близки до йода и астатия. Първият опит да се синтезира този елемент е направен в лабораторията за ядрени реакции „Фльоров“ към Обединения институт за ядрени изследвания в Дубна, Русия. Наименуван е на щата Тенеси.

## Получаване
Получен е в Обединения институт за ядрени изследвания (ОИЯИ) в Дубна, Русия през 2009 – 2010 година. За синтеза на 117-ия елемент, мишена от берклий-249 (атомен номер 97), получен в Оукриджката национална лаборатория (САЩ), е обстрелвана с йони на калций-48 в ускорителя У-400 при Лабораторията за ядрени реакции ОИЯИ.
На 5 април 2010 година в списание „Physical Review Letters“ е приета за публикация научна статия, описваща откриването на новия химически елемент с атомен номер Z=117.
За синтеза на елемента се използват реакциите:
{\displaystyle {\ce {^{48}_{20}Ca + ^{249}_{97}Bk ->}}}{\displaystyle \,_{117}^{297}\mathrm {Ts} ^{*}}{\displaystyle {\ce {-> ^{294}_{117}Ts + 3^{1}_{0}n}}}
{\displaystyle {\ce {^{48}_{20}Ca + ^{249}_{97}Bk ->}}}{\displaystyle \,_{117}^{297}\mathrm {Ts} ^{*}}{\displaystyle {\ce {-> ^{293}_{117}Ts + 4^{1}_{0}n}}}
В резултат се е установило съществуването на шест ядра на новия елемент – пет на 293Ts и едно на 294Ts.
Има период на полуразпад 78 милисекунди.